# Savia de abedul

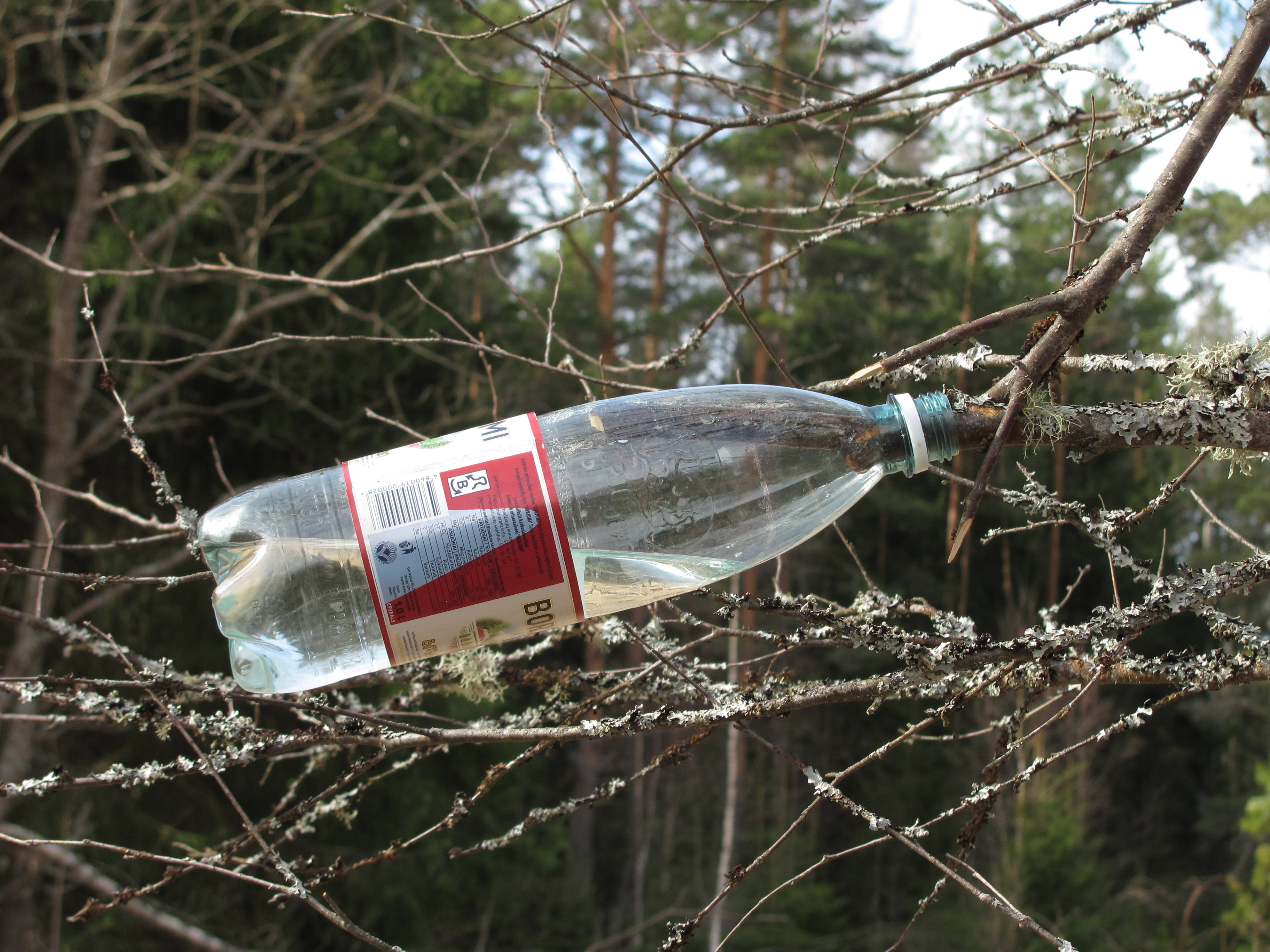
La forma más simple de recolectar savia de abedul es cortar una rama del árbol y dejar que la savia gotee dentro de una botella.

La savia de abedul es la savia extraída de un árbol de abedul, tal como el abedul dulce americano o un abedul común. Por lo general la savia es un líquido tipo jarabe aguachento ligeramente dulce. La savia de abedul contiene azúcar, proteínas, aminoácidos, y enzimas.

## Recolección
La savia de abedul debe ser recolectada durante una época específica del año, dependiendo de la especie y la geografía, a finales del invierno y comienzos de la primavera cuando la savia se desplaza con mayor intensidad, típicamente entre los primeros deshielos y el comienzo del desarrollo de los brotes.  
La recolección de la savia de abedul se realiza atando una botella al árbol, donde se realiza un orificio en el tronco y se canaliza la savia hacia la botella con un tubo plástico. Un abedul pequeño (diámetro del tronco de unos 15 cm) puede producir hasta 5 litros de savia por día, un árbol grande (diámetro de 30 cm) llega a producir unos 15 litros por día. La savia del abedul debe ser recolectada a comienzos de la primavera antes de que aparezcan las hojas verdes, ya que a finales de la primavera se torna amarga. El período de recolección anual dura aproximadamente un mes. El precio de la savia de abedul es elevado en algunos países, por ejemplo en Japón alcanza un valor de hasta 50 Euros por litro.

## Consumo

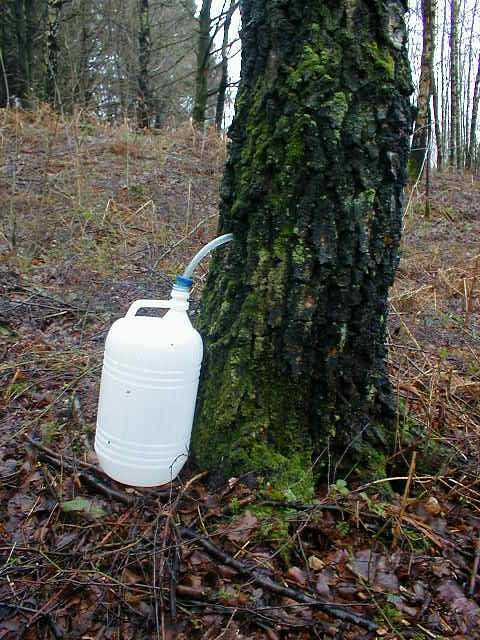
Recolección de savia de abedul

La savia puede ser bebida como un tónico y es una bebida tradicional en Rusia (del ruso: берёзовый сок / byeryozovyi sok), Letonia (en letón: bērzu sula), Estonia (en estonio: kasemahl), Finlandia (en finés: koivun mahla), Lituania (en lituano: Beržų Sula), Bielorrusia (en bielorruso: Бярозавы сок / biarozavy sok, Byarozavik), Polonia (en polaco: Sok z Brzozy o Oskoła), Ucrania (en ucraniano: Березовий сік / berezovyi sik) y en otras partes del norte de Europa como así mismo en las regiones del norte de China.
La savia de abedul puede ser consumida tanto fresca como fermentada naturalmente.
La savia de abedul también se puede usar como ingrediente en la preparación de alimentos o bebidas, como por ejemplo cerveza de abedul o golosina con sabor a wintergreen.
La savia concentrada de abedul se utiliza para elaborar melaza de abedul, un tipo de jarabe muy caro, especialmente a partir de abedul papirifero en Alaska y Canadá, y de varias especies en Rusia, Bielorrusia y Ucrania. En Rusia este tónico es utilizado en la medicina natural como antiséptico, antiparasitario y antiinflamatorio. 
La savia natural de abedul es un producto muy perecedero; aun si se la refrigera permanece inalterada solo por 2 a 5 días. Se puede prolongar su duración mediante congelamiento o pasteurización. Sin embargo las pasteurización destrute algunos ingredientes y puede alterar el sabor del producto. La savia de abedul congelada es bastante estable. En Rusia y Bielorusia por lo general la savia de abedul que se comercializa se preserva mediante el agregado de ácidios alimenticios, principalmente fosfórico o cítrico, ya que aun si se agrega algo de azúcar para disimular la acidez, afecta menos el sabor que la pasteurización.